# M98
M98（也稱為NGC 4192）是一個位於后髮座的螺旋星系，也是室女座星系團（距離銀河系最近的一個星系團）的成員之一，距離銀河系6000萬光年，由法國天文學家皮埃爾·梅香（Pierre Méchain）於1781年所發現。

## 外部連結
- Spiral Galaxy M98 @ SEDS Messier pages
- WIKISKY.ORG: SDSS image, M98 （页面存档备份，存于）